# Bothwell Castle

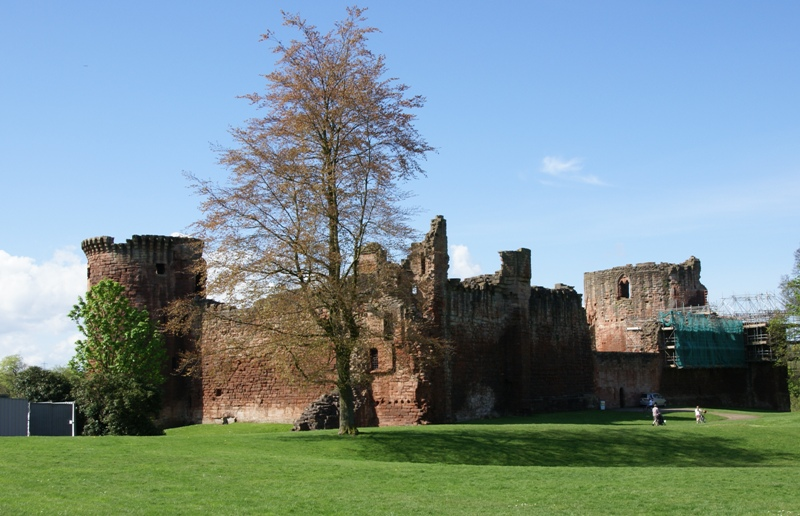
Bothwell Castle vanuit het noordoosten

Bothwell Castle is een dertiende-eeuws kasteel nabij Bothwell in de Schotse regio South Lanarkshire, gebouwd door Moray en uitgebreid in de vijftiende eeuw door de Black Douglases. In de veertiende eeuw, tijdens de Schotse onafhankelijkheidsoorlogen, werd het kasteel vijfmaal belegerd en ingenomen.

## Geschiedenis

### Moray
David Olifard, petekind van David I van Schotland, werd door Malcolm IV van Schotland tot eerste Heer van Bothwell verheven halverwege de twaalfde eeuw. Zijn kasteel, vermoedelijk een houten motte en bailey, stond nabij de parochiekerk van Bothwell. In 1242 stierf Walter Olifard II en zijn schoonzoon Walter van Moray, reeds Heer van Petty (oost van Inverness), werd Heer van Bothwell. Hij of zijn zoon William the Rich (de Rijke), die hem in 1278 opvolgde, bouwde Bothwell Castle. De donjon stamt in ieder geval uit de dertiende eeuw. De bouw van het kasteel werd onderbroken door de invasie van Schotland door Eduard I van Engeland in 1296. Het kasteel werd ingenomen.
De neef van William Moray was Andrew de Moray die samen met William Wallace voor de Schotse onafhankelijkheid streed. Andrew werd dodelijk gewond bij de Slag bij Stirling Bridge in 1297.
In 1298 belegerden de Schotten Bothwell Castle. Na veertien maanden capituleerde de Engelse beheerder Stephen de Brampton.
In de zomer van 1301 belegerde Eduard I van Engeland Bothwell Castle. Op 18 augustus kwam Eduard I met zijn leger van 6800 man aan in Cambusnethan, ten zuidoosten van Bothwell. Op de 23ste begon de bouw van een grote belegeringsmachine in Glasgow genaamd le berefrey of belfry. Dit was een grote, houten toren op wielen, bestaande uit verscheidene verdiepingen met een hangbrug bovenaan. Deze hangbrug zou dan op de muren van het kasteel neer worden gelaten. Op de 29ste begon het transport van de toren naar Bothwell. Het beleg duurde minder dan een maand. Op 24 september was de belegeringsmachine alweer op weg, ditmaal naar de belegering van Stirling Castle. Aymer de Valence, graaf van Pembroke, werd de beheerder van Bothwell Castle; deze functie was hem al op 10 augustus door Eduard I toegezegd.
In juni 1314 won Robert the Bruce de Slag om Bannockburn en verschillende Engelse edelen, onder wie Humphrey de Bohun, graaf van Hereford, zochten hun toevlucht in Bothwell Castle. Bij de aankomst van Edward Bruce gaf Walter Fitzgilbert, beheerder van het kasteel sinds 1311, zich direct over. De graaf van Hereford werd gevangengenomen en spoedig geruild tegen de vrouw, zus, dochter en neef van Robert the Bruce. Het was in die tijd het beleid van de Schotten om kastelen zo veel mogelijk te vernietigen, aangezien zij te weinig mankracht hadden om alle kastelen te bemannen. Ook de verdedigingswerken van Bothwell Castle werden geslecht.
In de periode oktober 1336 tot maart 1337 werd het kasteel weer bezet door de Engelsen. De meestermetselaar John de Kilbourn kreeg de opdracht het kasteel te herstellen, net als Edinburgh Castle. De poort in de zuidelijke muur is hoogstwaarschijnlijk zijn werk.
Van 18 november tot 16 december 1336 diende Bothwell Castle als hoofdkwartier van Eduard III van Engeland.
In maart 1337 veroverde de zoon van Andrew de Moray, Sir Andrew, Bothwell Castle, na al verscheidene kastelen op de Engelsen veroverd te hebben. Hieronder waren Dunnottar Castle en St Andrew's Castle. De belegering was kort, mede dankzij een belegeringsmachine genaamd Bowstoure. De muren van Bothwell Castle werden wederom geslecht en de helft van de donjon werd afgebroken.

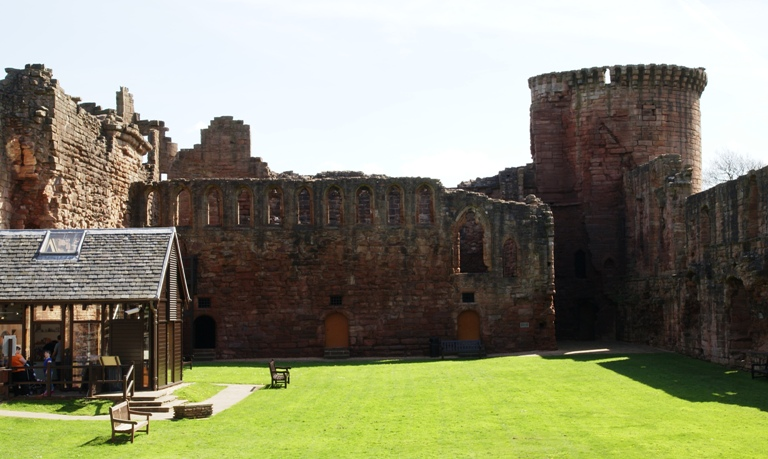
De oostvleugel met great hall van de Black Douglases en zuidoostelijke toren

### Black Douglas
Bothwell Castle lag verlaten totdat in 1362 Joanna Moray van Bothwell huwde met Archibald the Grim Douglas, die in 1388 de derde graaf van Douglas werd. Archibald the Grim maakte van Bothwell Castle zijn hoofdkasteel en herbouwde het kasteel. In 1398 stichtte hij de St Bride's Church in Bothwell. Archibald the Grim overleed in 1400 in Threave Castle, zijn kasteel in Galloway en werd begraven in St Bride's Church te Bothwell. Zijn zoon Archibald zette het bouwprogramma van zijn vader voort. Toen hij in 1424 stierf in de Slag van Verneuil was het kasteel zeker herbouwd.

### Hepburn
In 1455 brak Jacobus II van Schotland de macht van de Black Douglases. Het kasteel kwam in handen van de kroon. In 1489 werd Bothwell Castle door Jacobus IV van Schotland gegeven aan Patrick Hepburn van Dunsyre, tweede Heer van Hailes, die de eerste graaf van Bothwell werd.

### Red Douglas
In 1492 ruilde Patrick Hepburn, op verzoek van de koning, Bothwell Castle (maar niet de titel) voor Hermitage Castle met Archibald Douglas, vijfde graaf van Angus, van de familie Red Douglas. Het zij opgemerkt dat de derde man van Maria I van Schotland, James Hepburn, die vierde graaf van Bothwell was, niets te maken had met Bothwell Castle.
In 1503 en 1504 bezocht Jacobus IV van Schotland het kasteel.
In 1584 bewoonde Margaret Maxwell, gravin van Angus, samen met haar man William Baillie van Lamington, Bothwell Castle.
In 1669 verwierf Archibald Douglas, eerste graaf van Forfar, Bothwell Castle. Aan het einde van de zeventiende eeuw werd er een nieuwe residentie genaamd Bothwell House opgetrokken naast het kasteel. In 1926 stortte dit huis echter in doordat de eronder gemaakte koolmijnen de muren ondermijnden.

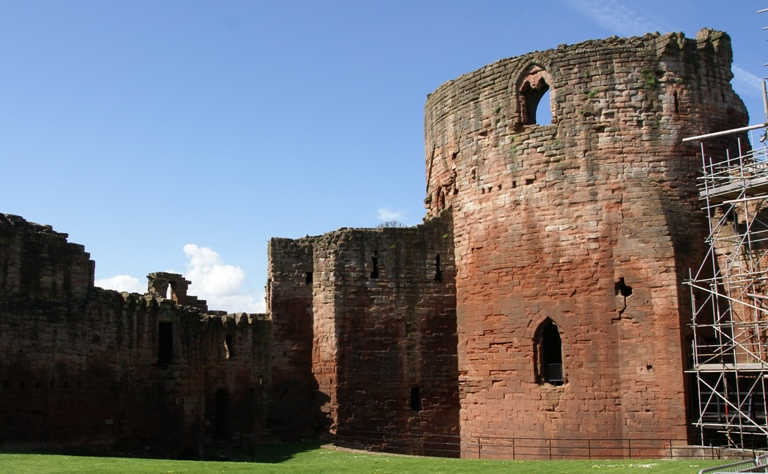
Gevangenistoren en donjon (met gracht ervoor) in de zuidwestelijke hoek

## Bouw
Bothwell Castle is gelegen in een bocht van de rivier Clyde tussen Bothwell en Uddingston.
Het kasteel is min of meer rechthoekig van vorm. Aan de westzijde staat de dertiende-eeuwse donjon, die in 1337 deels werd vernietigd en later hersteld. Aanvankelijk bewoonde de kasteelheer deze vier verdiepingen hoge machtige toren, die oorspronkelijk 20 meter in diameter mat en 27,4 meter hoog was, met muren van 4,6 meter dik. Aan de voet is een gracht, die vroeger met water gevuld was; aan de zuidzijde is een sluis. De donjon had ook zijn eigen borstweringen, vanwaar de verdedigers aanvallers konden bestoken, en kon oorspronkelijk worden bereikt via een houten ophaalbrug over de gracht. In de kelder is een put van zes meter diep.
Het poortgebouw lag in het midden van de noordzijde, maar werd rond 1700 afgebroken. De huidige muur dateert van 1987. In de zuidmuur naast de donjon staat de gevangenistoren van drie verdiepingen met een gevangenisgat. Ten oosten daarvan is een veertiende-eeuwse achterpoort met het wapen van de Douglas-clan erboven en een vijftiende-eeuwse 'latrinetoren' die aansloot op de verdwenen gebouwen van de zuidvleugel. Aan de oostkant van de zuidvleugel zijn nog sporen te zien van de vijftiende-eeuwse kapel op de eerste verdieping. De zuidvleugel eindigt met de drie verdiepingen tellende zuidoostelijke toren (15e eeuw) met een van kraagstenen voorziene borstwering.
Op de eerste verdieping van de oostvleugel ligt de vijftiende-eeuwse Grote Hal. Eronder zijn drie opslagruimtes. Daarnaast, aan de noordzijde, ligt de keuken (enkel de haard en oven zijn overgebleven) en de noordoostelijke toren waar de Douglas-familie sinds het eind van de veertiende eeuw woonde. Deze toren is rond 1700 grotendeels vernietigd, maar de ongebruikelijke ophaalbrug die toegang gaf tot de toren bestaat nog.
Ten noorden van het kasteel liggen nog enige fundamenten van het nooit voltooide dertiende-eeuwse kasteel. Er zou een poortgebouw hebben gestaan, geflankeerd door twee latrinetorens, en een ronde toren met een put.

## Beheer
Bothwell Castle wordt sinds 1935 beheerd door Historic Environment Scotland, net als Craignethan Castle.